# متروی مسکو

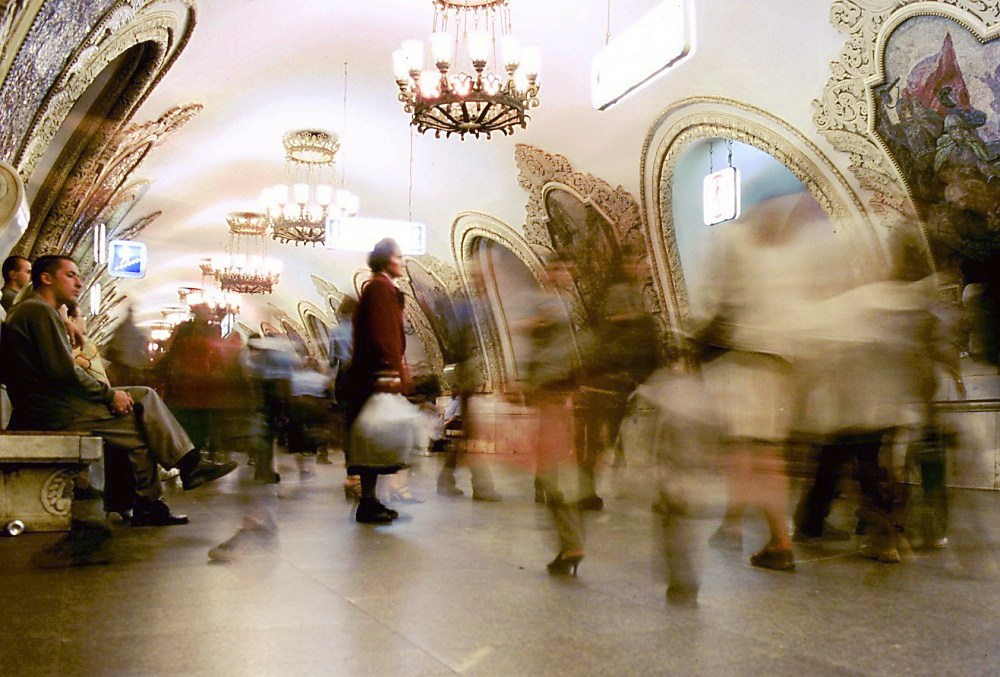
بسیاری از ایستگاه‌ها مترو در مسکو، مانند ایستگاه کیفسکایا (در تصویر) دارا تزئینات مجلل، ستون‌های مرمرین، چلچراغ و کفپوش هائی از سنگ خارا هستند.

مترو مسکو (به روسی: Московский метрополитен) به سامانهٔ قطارهای شهری کلان‌شهر مسکو گفته می‌شود. مترو مسکو با داشتن ۱۷ خط فعال، ۲۶۷ ایستگاه و راهی به درازای ۳۹۷ کیلومتر و با ظرفیت ۵٬۷۴۶ واگن یکی از کهن‌ترین سامانه‌های قطار شهری در جهان است.
مترو مسکو از پیچیده‌ترین و زیباترین متروهای جهان می‌باشد که دارای ساختار ریلی بسیار جذاب و هوشمندانه‌ای است به طوری که در نقشهٔ ایستگاه‌ها مترو مسکو حلقه‌ای وجود دارد که شمار زیادی از ایستگاه‌ها را به یکدیگر متصل می‌کند و باعث روان‌شدن ترافیک در هنگام پیک و بهبود بخشیدن به سرعت جابجائی می‌گردد.
مترو کلان‌شهر مسکو در ۱۵ ماه مهٔ سال ۱۹۳۵ راه‌اندازی شد و یکی از کهن‌ترین و باشکوه‌ترین شبکه‌های زیرزمینی در جهان است. ایستگاه‌های بزرگ و پر فضای این سیستم مترو که با ذهنیت ستایش از دولت کمونیست، حاکم وقت بنیانگذاری شده بود، با مجسمه‌های مرمری، دیوارهای موزائیک، شیشه‌های رنگین و مانند آن تزئین شده‌اند.
یکی از نکات بسیار جالب این است که این سامانه همیشه در حال رشد کردن و توسعه یافتن بوده به طوری که در زمان جنگ جهانی نیز در حال توسعه بوده و تا عصر حاضر و در آخرین تحولات احداث خط حلقهٔ مرکزی (حلقهٔ جدید:Московское центральное кольцо) در سال ۲۰۱۶ بوده‌است، خط حلقهٔ مرکزی تمام خط‌های دیگر را به هم متصل می‌کند و باعث سهولت تغییر خط می‌شود.
سال ۱۹۳۵، هنگامی که متروی مسکو راه‌اندازی شد، این سیستم زیرزمینی فقط ۱۱ ایستگاه داشت و ۲۸۵ هزار نفر را به مقصدهای خود می‌رساند. اما امروز، سامانهٔ مترو مسکو شامل ۲۶۷ ایستگاه است و روزانه ۶٫۸۵ میلیون نفر از آن استفاده می‌کنند.
معماری ایستگاه‌های متروی مسکو این روزها شامل ترکیبی از تاریخ گذشته این کشور و معماری مدرن است. به خاطر جام جهانی ۲۰۱۸ که در روسیه برگزار شد، سیستم متروی مسکو شاهد سرمایه‌گذاری‌های فراوانی برای توسعه و بهبود سرویس مترو بود. این روزها بیشتر ایستگاه‌های متروی مسکو اینترنت وایرلس دارند. سامانهٔ مترو مسکو که جایگاه نمادینی در روسیه به دست آورده، در سال‌ها گذشته به محل محبوبی برای گردشگرها هم تبدیل شده‌است؛ تا جایی که مکان‌ها ویژه‌ای که منظرهٔ خوبی دارند با عنوان «محل سلفی گرفتن» برای گردشگرها مشخص و ساخته شده‌است.

## حملات انتحاری
- ۲۹ مارس ۲۰۱۰: انفجار انتحاری دو بمبگذار زن در ایستگاه مترو لوبیانکا و ایستگاه مترو پارک کلتوری منجر به کشته شدن بیش از ۳۸ نفر و مجروح شدن بیش از ۶۰ نفر انجامید.[۲]
- فوریه ۲۰۰۴: یک انفجار انتحاری به کشته شدن حدود ۴۰ نفر و مجروح شدن یکصد نفر انجامید.[۳]

## نگارخانه

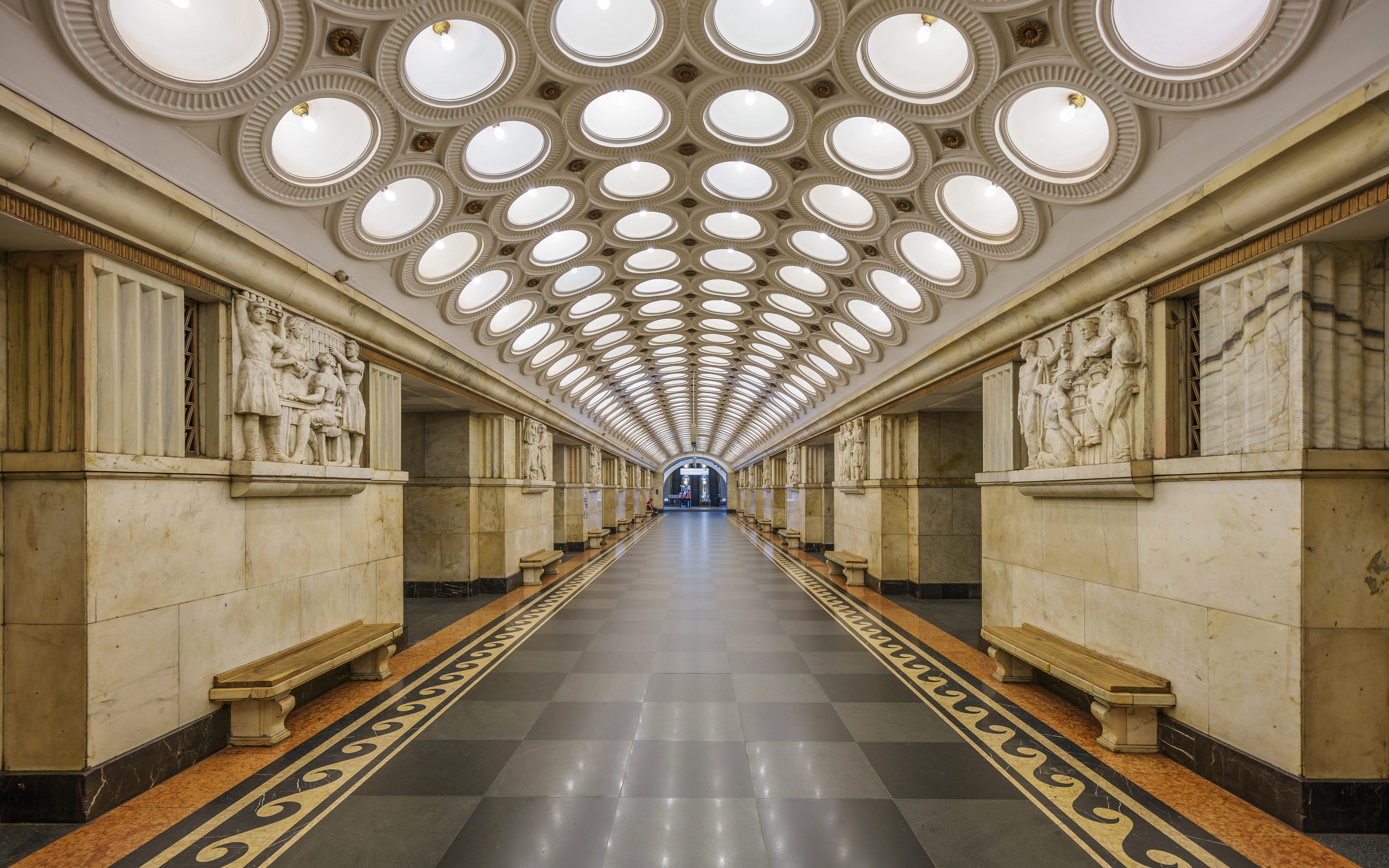
ایستگاه الکتروزاوودسکایا
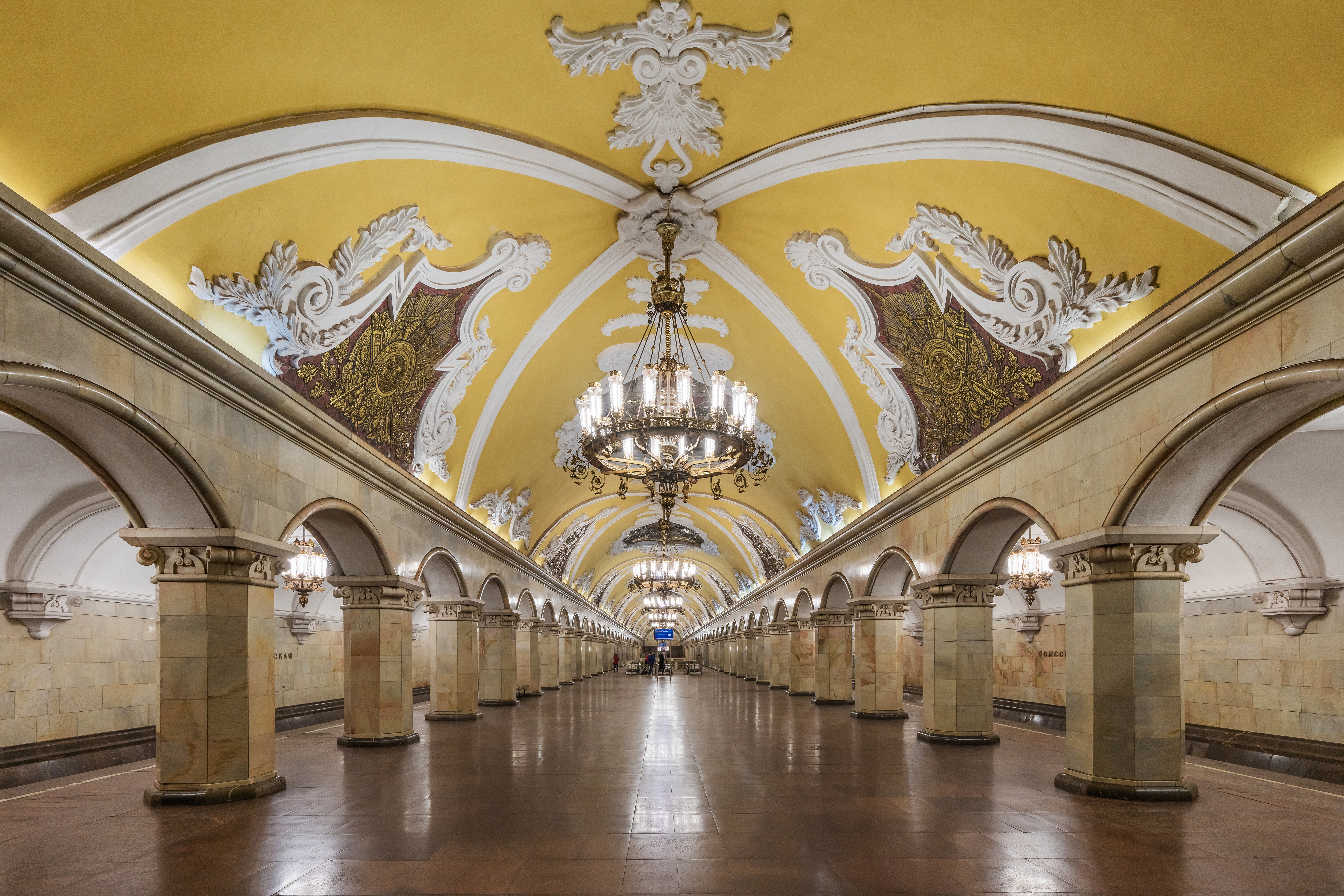
ایستگاه کومسامولسکایا
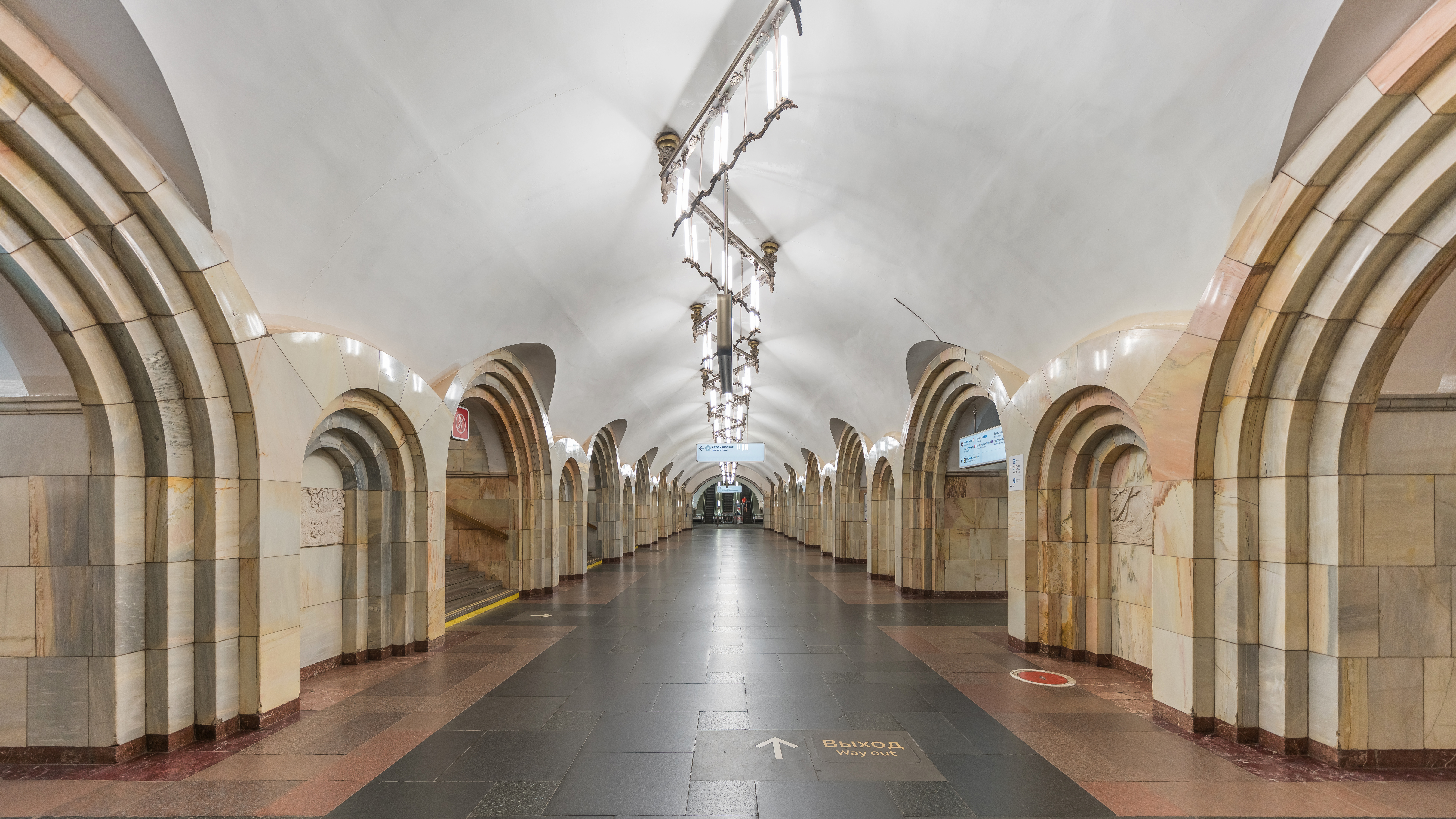
ایستگاه دوبرینینسکایا
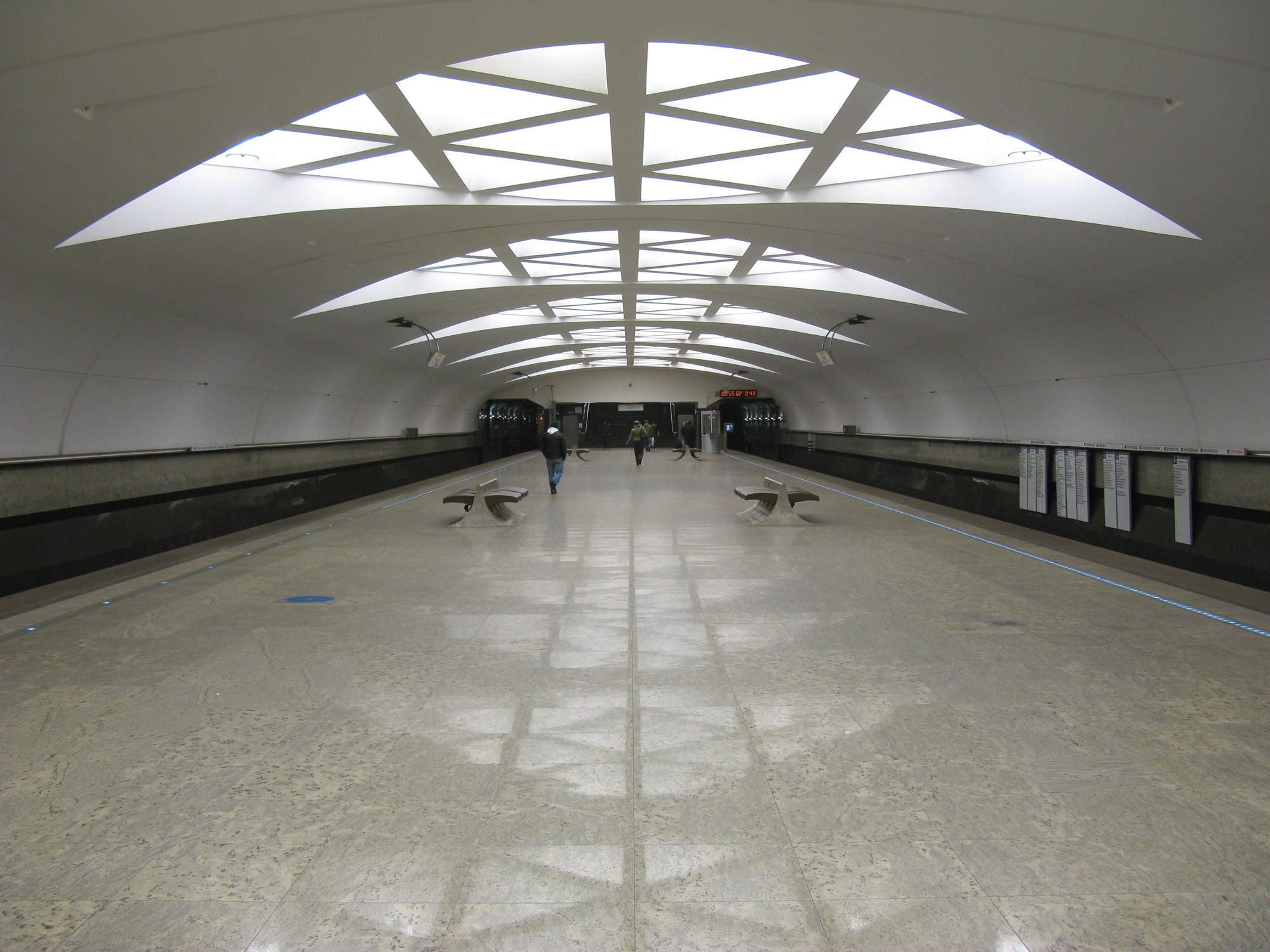
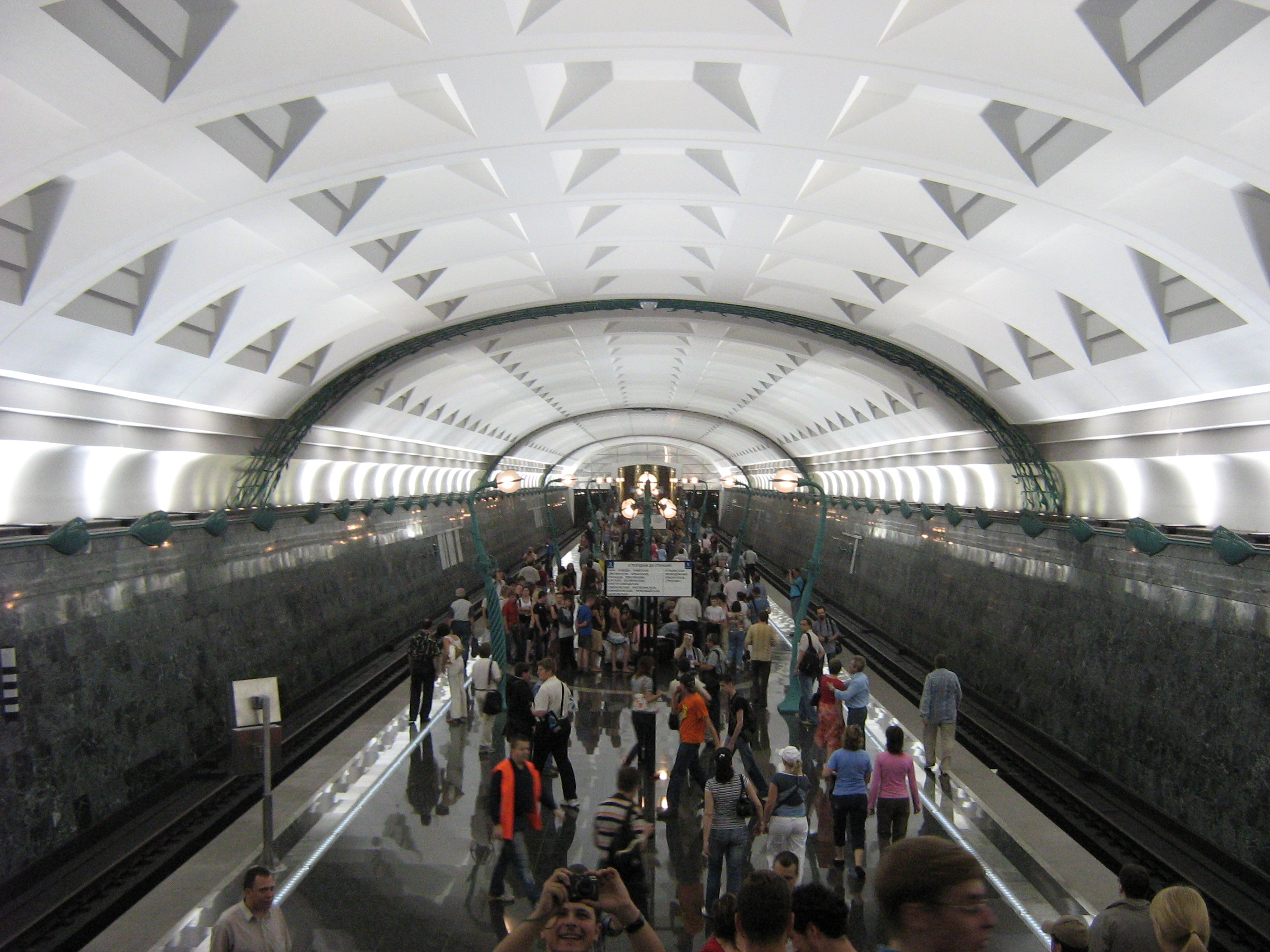
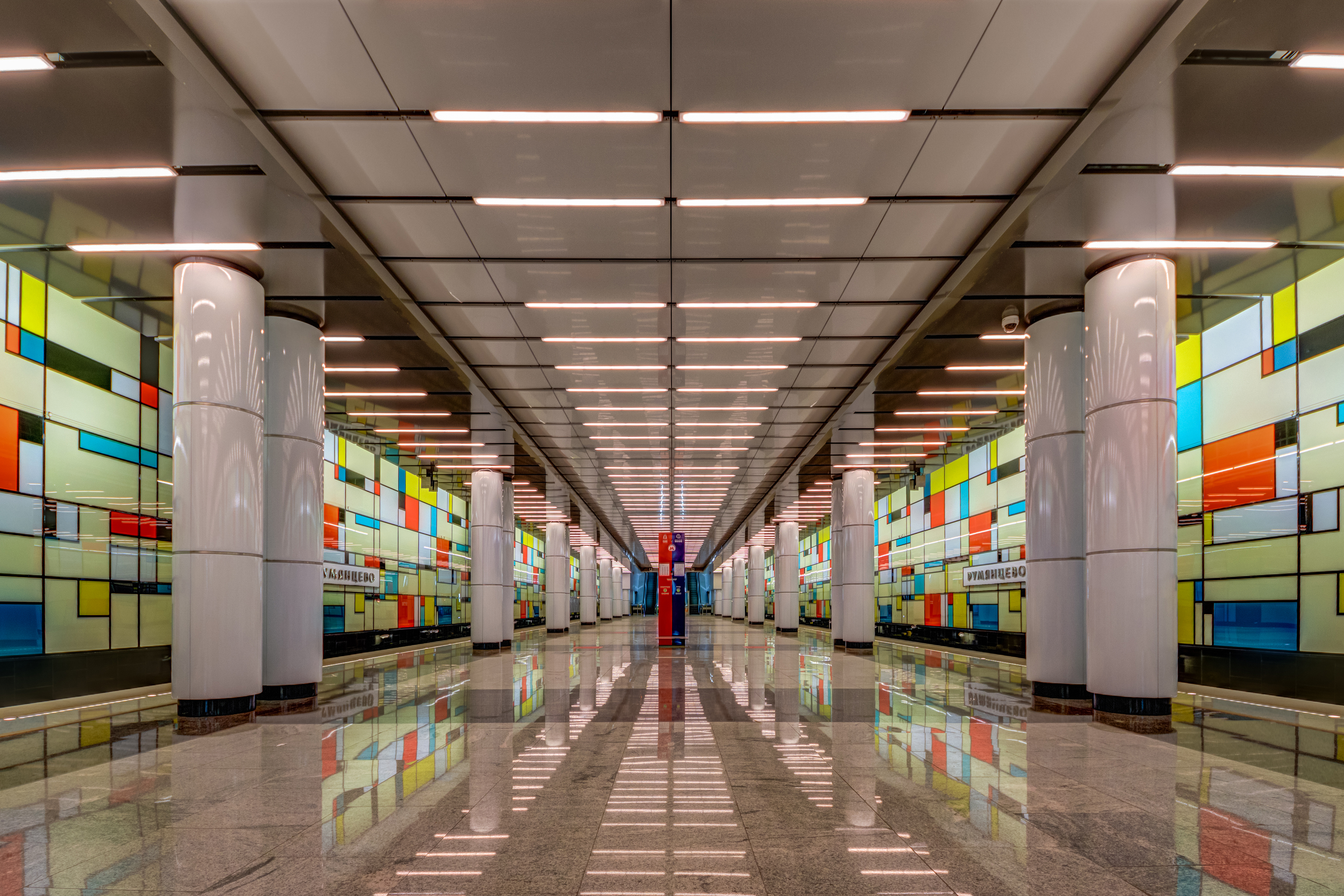
عناصر معماری مدرن
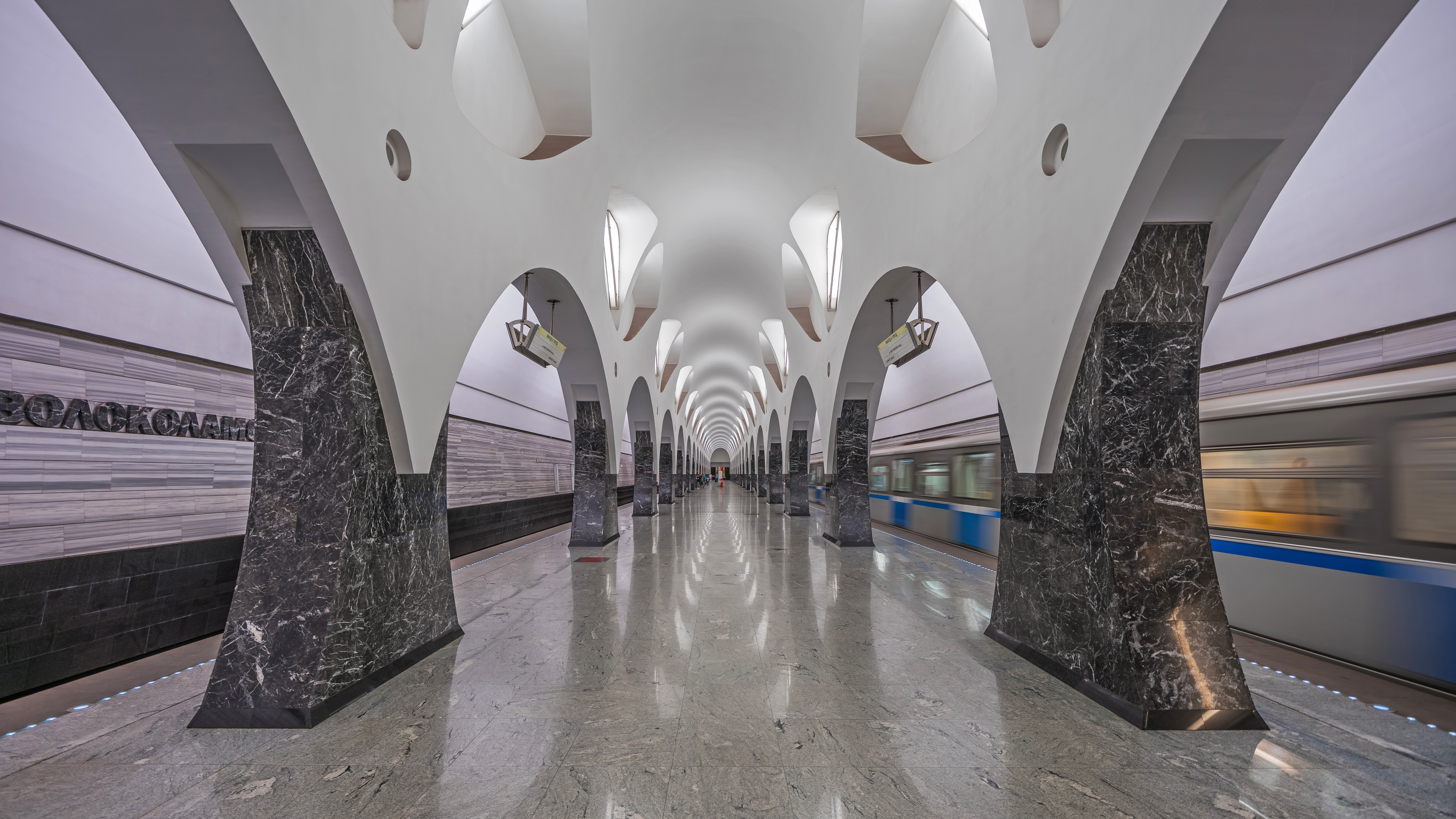
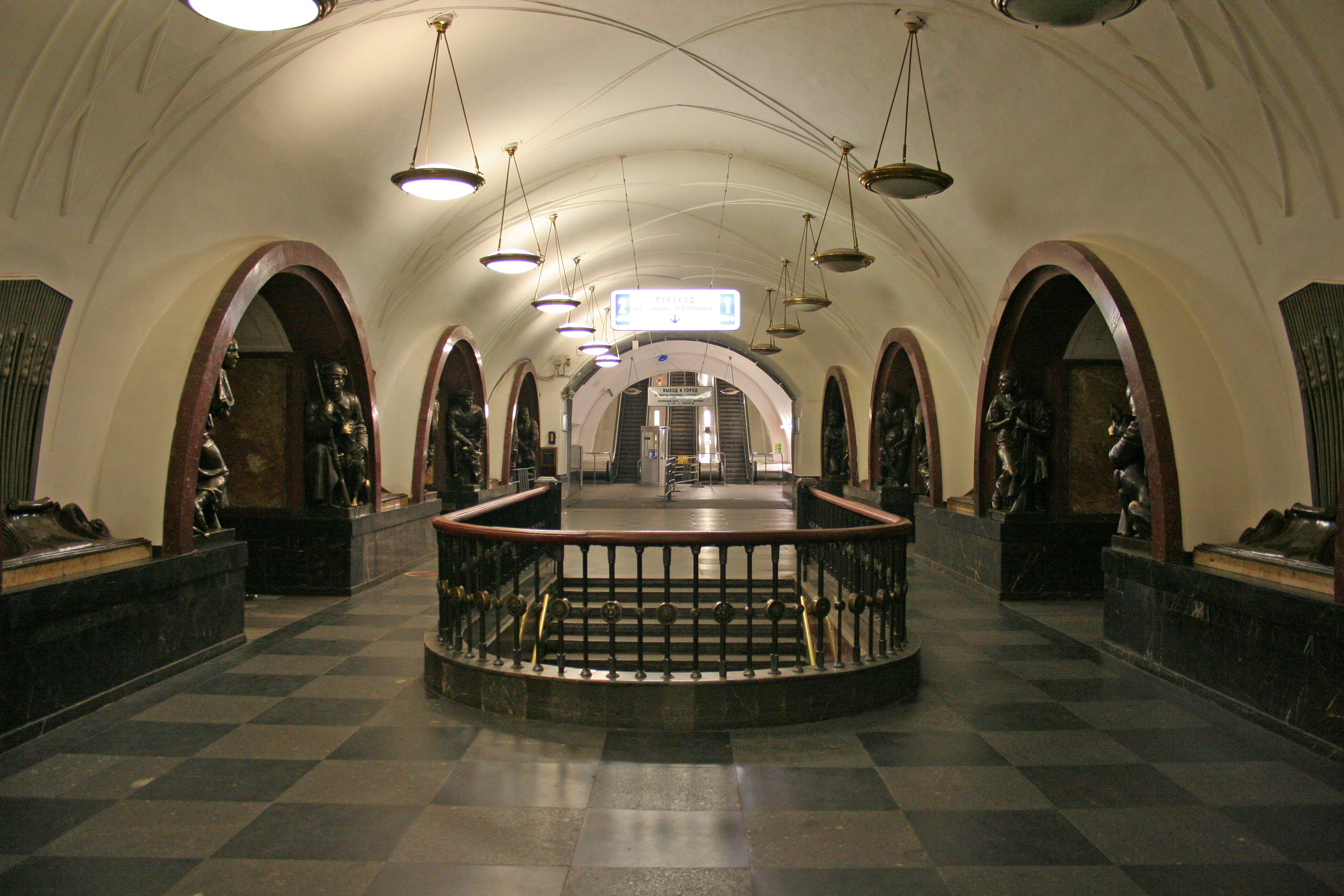
ایستگاه پلوشاد روالوتسی
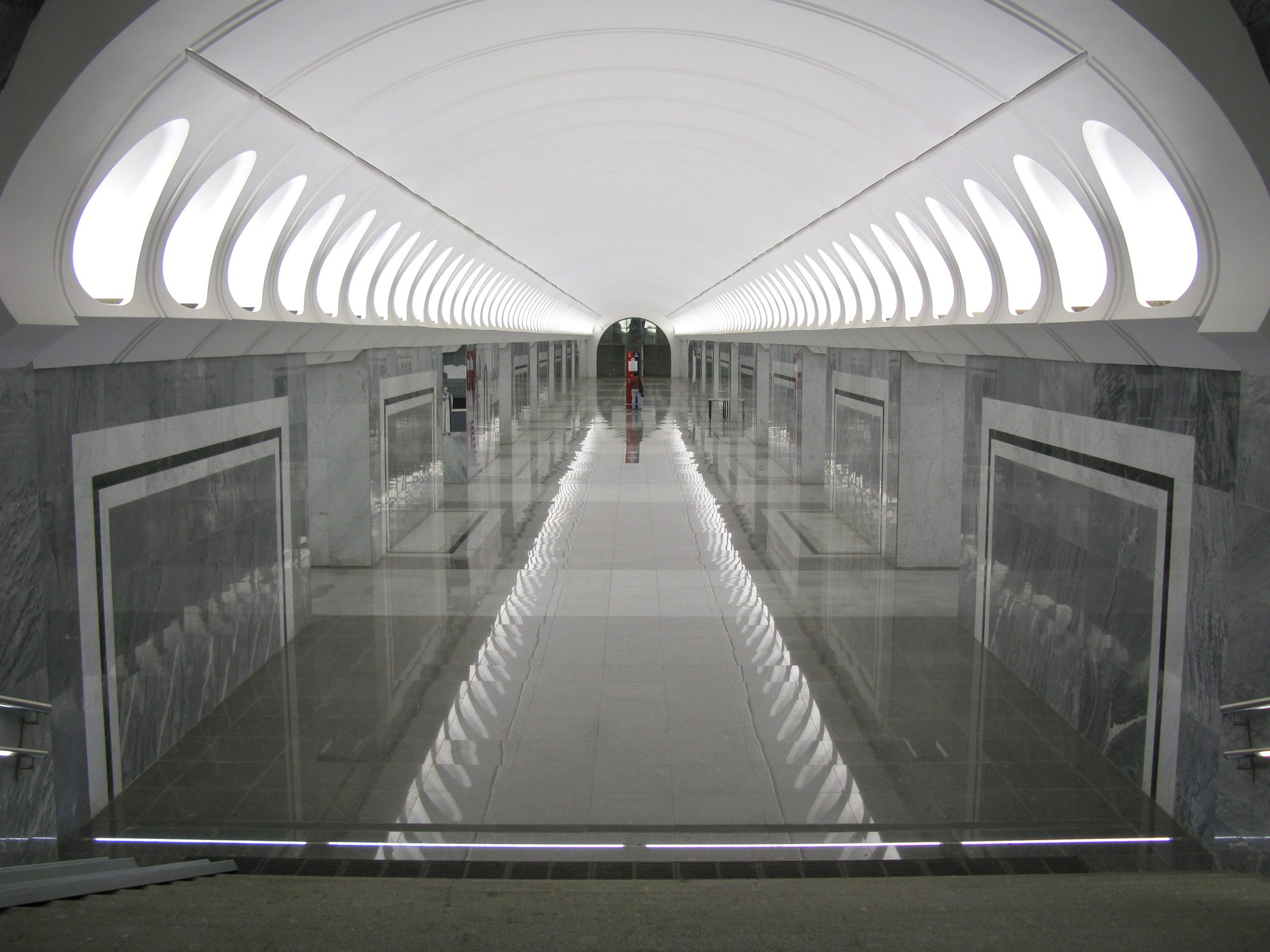
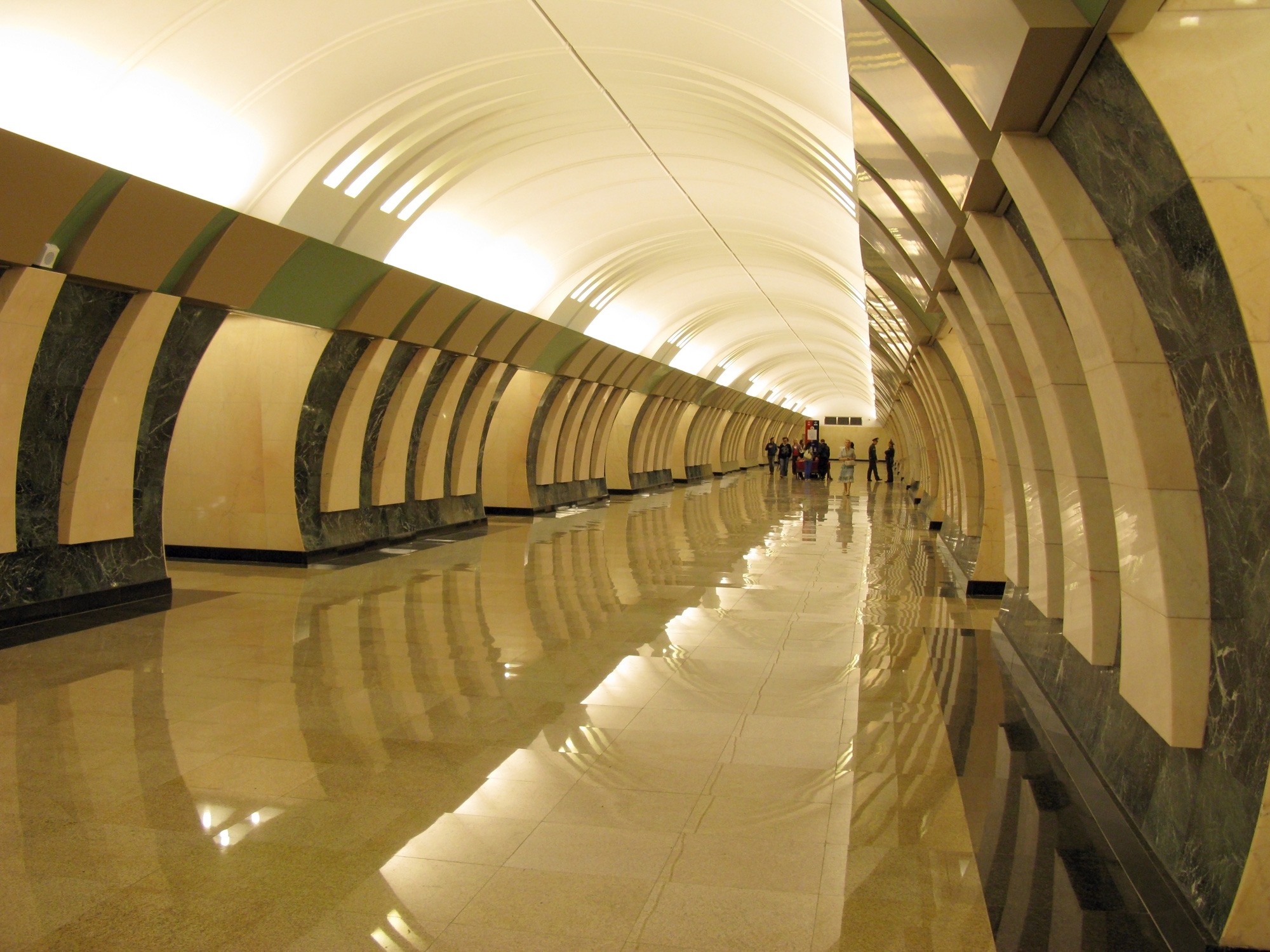